# Nemegosenda Lake
Nemegosenda Lake är en sjö i Kanada.   Den ligger i distriktet Sudbury och provinsen Ontario, i den sydöstra delen av landet, 600 km väster om huvudstaden Ottawa. Nemegosenda Lake ligger 329 meter över havet. Arean är 18,4 kvadratkilometer. Den sträcker sig 9,4 kilometer i nord-sydlig riktning, och 4,5 kilometer i öst-västlig riktning.
I omgivningarna runt Nemegosenda Lake växer i huvudsak blandskog. Trakten runt Nemegosenda Lake är nära nog obefolkad, med mindre än två invånare per kvadratkilometer.